# Берёзовка (Аннинский район)

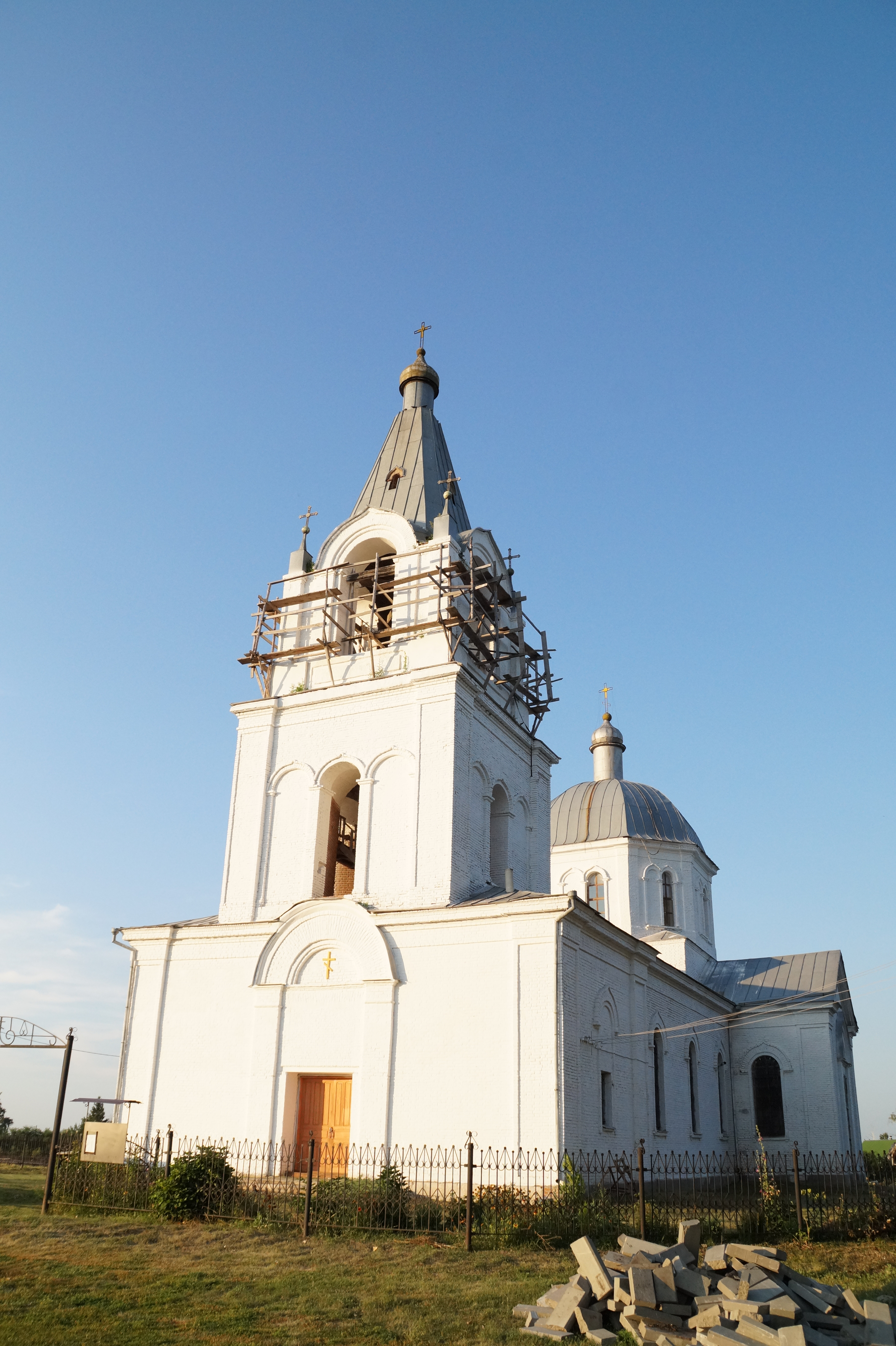
Вознесенский храм

Берёзовка — село в Аннинском районе Воронежской области России.
Административный центр Берёзовского сельского поселения.

## География
Село находится на берегу реки Сухая Берёзовка.

### Часовой пояс
Село Берёзовка, как и вся Воронежская область, находится в часовой зоне МСК (московское время). Смещение применяемого времени относительно UTC составляет +3:00.

## История
Село основано в XVIII веке, названо по реке Берёзовка. В 1866 году в селе построена Вознесенская церковь, сохранившаяся до наших дней.

## Население
| 1859 | 1897  | 2000  | 2005  | 2010 |
| ---- | ----- | ----- | ----- | ---- |
| 1447 | ↗2749 | ↘1095 | ↗1107 | ↘936 |

## Улицы
| - ул. Заречная, - ул. Комсомольская, - ул. Краснознамённая, - ул. Красный Октябрь, - ул. Ленина, | - ул. Маслозаводская, - ул. Мира, - ул. Пограничная, - ул. Полевая, - ул. Рубцова, | - ул. Садовая, - ул. Свободы, - ул. Советская, - ул. Чапаева, - ул. Школьная. |

## Инфраструктура
В селе действуют средняя школа, детский сад, отделение Почты России, фельдшерско-акушерский пункт.

## Известные уроженцы
- Рубцов, Герасим Архипович (1904—1942) — советский военнослужащий, подполковник, Герой Советского Союза.